# 鳶山岩
鳶山，又名鳶山岩、鴟鴞山，位於新北市三峽區西北方，緊鄰三峽鬧區，海拔291公尺。臨近標高321公尺之福德坑山亦名鳶山，兩者雖皆有鳶山之名，但實不相同。

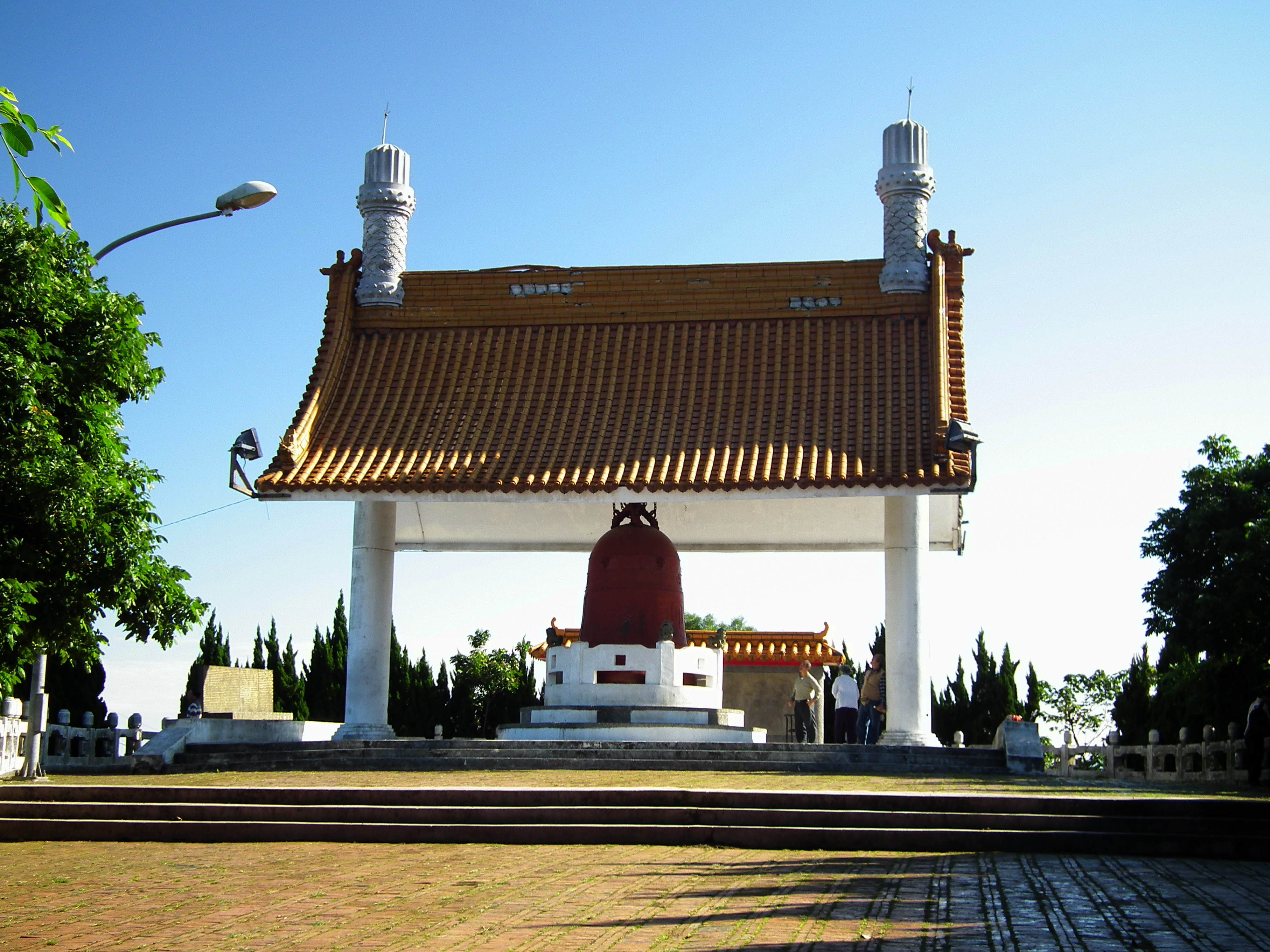
鳶山大鐘

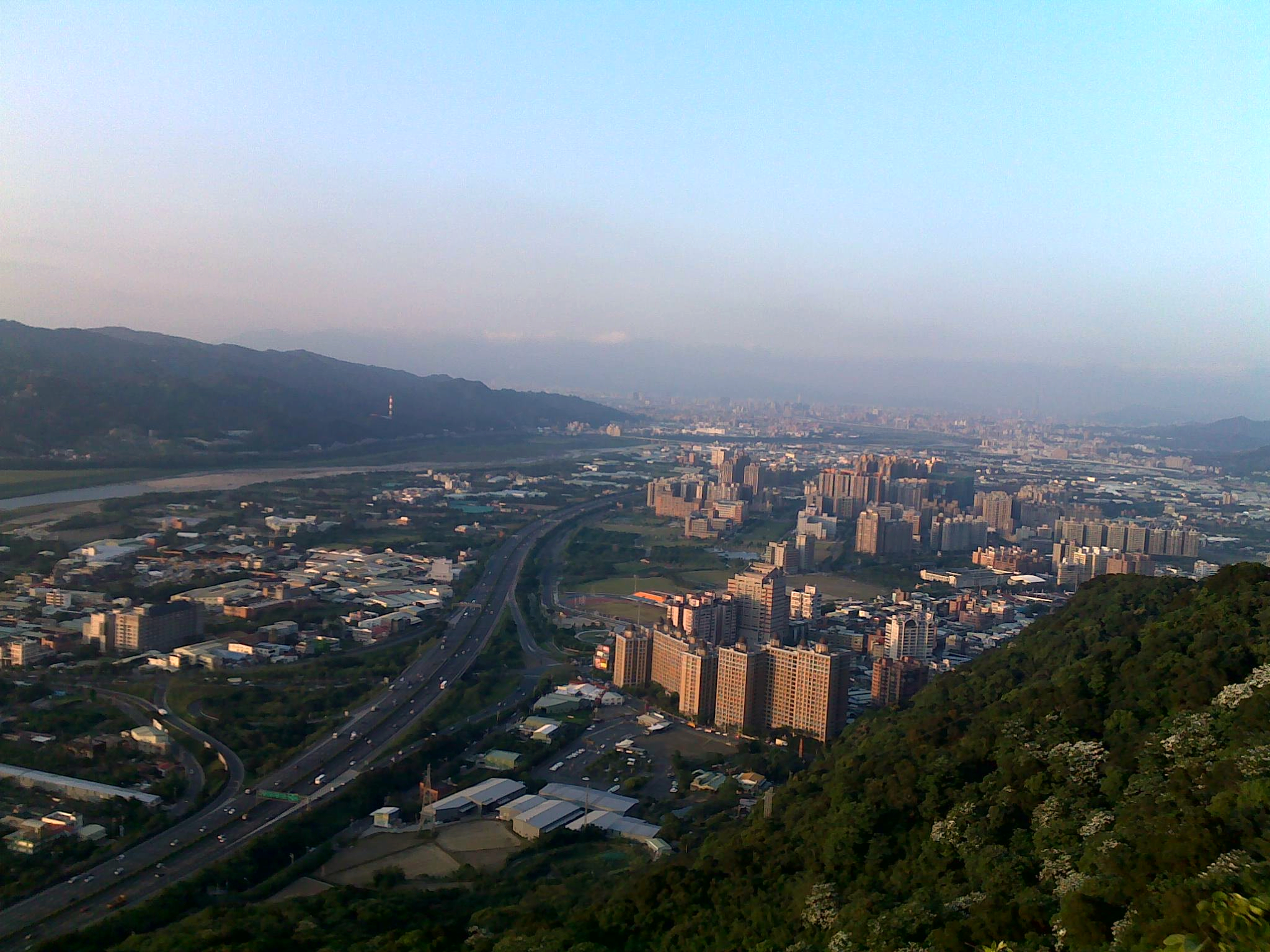
從鳶山鳥瞰國道三號(北向)

## 概要
鳶山頂峰附近有一紀念「台灣光復」的「光復銅鐘」亭，標高270公尺，視野良好，近可俯視國道三號及大漢溪，遠可眺望桃園台地及台北盆地。小汽車由三峽老街附近的仁愛路轉鳶峰路上山，可以直達光復銅鐘亭。亭旁有小徑，可以由此步行登頂。

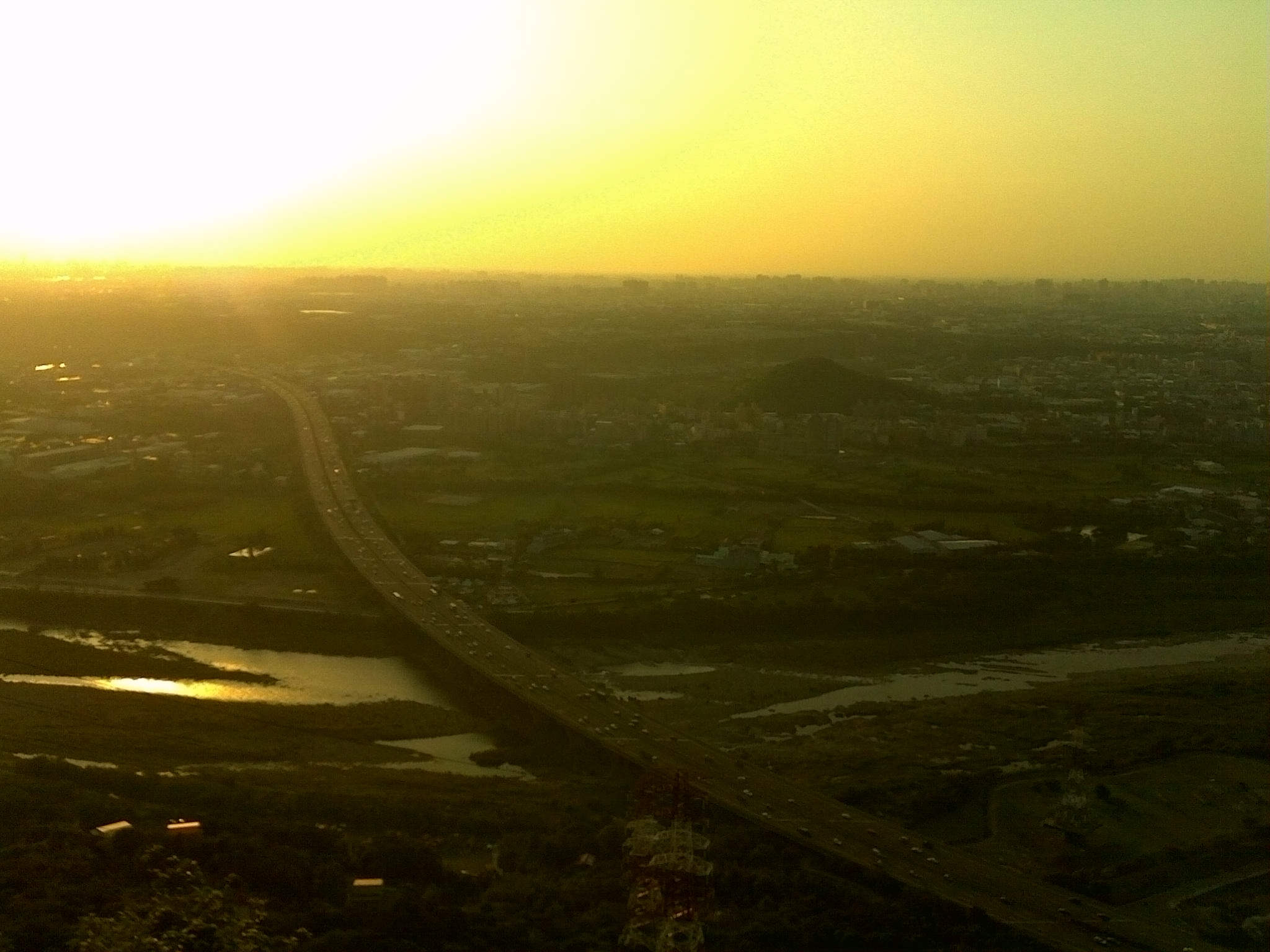
黃昏時從鳶山鳥瞰國道三號(南向)及大漢溪一景

鳶山東南方為鳶尾山，標高156.5公尺，亦為頗受登山客喜愛之小型郊山。

## 鳶山登山步道
近年來台北縣政府已將鳶山、鳶尾山一帶的登山步道結合起來，規劃成「鳶山登山步道」。除在仁愛路、鳶峰路口的登山口一帶設置木製登山階梯外，沿途並設立許多路標與解說牌。由於登山口距離三峽老街僅100公尺，距離三峽祖師廟也只有200餘公尺，因此到三峽來趟「登山暨訪古一日遊」，已成大台北地區及桃園地區民眾的新興遊憩方式。

## 周邊設施
- 新北市三峽區三峽國民小學

## 外部連結
1. ↑  . www.google.com.   [2022-08-29].

https://www.youtube.com/watch?v=sgzMDBvTZbg&list=RDCMUCfVPkqHdqDon3OfKn6Qm1kA&index=18 （页面存档备份，存于）